# Dengeltshofen
Dengeltshofen ist ein Wohnplatz in der Stadtteilgemarkung Neutrauchburg der Stadt Isny im Allgäu im baden-württembergischen Landkreis Ravensburg.

## Geographie
Der Ort liegt unmittelbar im Westen von Neutrauchburg. Nördlich des Ortschaft fließt die Untere Argen. Im Süden befindet sich das Naturschutzgebiet Bodenmöser.

## Geschichte
Dengeltshofen wurde erstmals urkundlich im Jahr 1169 als Tankilishofen erwähnt. In derselben Urkunde wird der Ort als eine Siedlung des 8. bzw. 9. Jahrhunderts beschrieben. Im Ort befand sich die Burg Dengeltshofen der Herren von Dengeltshofen, die veringische Ministerialen waren. Die Burg wurde im 13. Jahrhundert aufgegeben. Ab 1169 wurden Fallehengüter des Klosters Isny in Dengeltshofen erwähnt. Im Jahr 1745 fand die Vereinödung des Orts statt, bei der die Ortsteile Au, Bauers, Fuchsbauer, Halden und Wies entstanden. 1976 wurde die Argentalklinik der Waldburg-Zeil Kliniken in Dengeltshofen eröffnet.